# Јатов
Јатов (слч. Jatov, мађ. Jattó) насељено је мјесто са административним статусом сеоске општине (слч. obec) у округу Нове Замки, у Њитранском крају, Словачка Република.

## Становништво
| Година:    | 1994. | 2004.   | 2014.   | 2024.   |
| ---------- | ----- | ------- | ------- | ------- |
| Број људи: | 772   | 784     | 780     | 713     |
| Разлика:   |       | +1,55 % | -0,51 % | -8,58 % |

| Година:    | 2023. | 2024.   |
| ---------- | ----- | ------- |
| Број људи: | 711   | 713     |
| Разлика:   |       | +0,28 % |

Према подацима о броју становника из 2011. године насеље је имало 776 становника.